# کندی (آلاباما)
کندی (به انگلیسی: Kennedy) شهری در شهرستان لامار ایالت آلاباما است که مساحت آن ۷٫۹۵ کیلومتر مربع است و در سرشماری سال ۲۰۱۰ میلادی، ۴۴۷ نفر جمعیت داشته و تراکم جمعیتی آن، ۵۶٫۲۳ نفر در هر کیلومتر مربع بوده است.